# فهرست جایزه‌ها و نامزدی‌های لا لا لند
لا لا لند یک فیلم در ژانر موزیکال رمانتیک و محصول سال ۲۰۱۶ آمریکا، به نویسندگی و کارگردانی دیمین شزل است. رایان گاسلینگ در نقش یک پیانیست جاز و اما استون در نقش هنرپیشه‌ای آرزومند که عاشق یکدیگر می‌شوند، ستارگان اصلی فیلم هستند. داستان فیلم در زمان حال و در شهر لس آنجلس رخ می‌دهد. استون و گاسلینگ به عنوان دو بازیگر اصلی فیلم، دیمین شزل به عنوان خالق فیلم، جاستین هورویتز به عنوان آهنگساز، لینوس ساندگرن به عنوان فیلم‌بردار و تام کراس به عنوان تدوین‌گر، به خاطر عملکرد خود نامزد و برنده جوایز متعددی از جشنواره‌ها و مراسم‌های مختلف سینمایی شدند.
نخستین نمایش لا لا لند در ۳۱ اوت ۲۰۱۶ و در طی جشنواره فیلم ونیز بود. فیلم موفق شد جام ولپی بهترین بازیگر زن برای اما استون را به خود اختصاص دهد. لا لا لند ابتدا به صورت محدود از ۲ دسامبر ۲۰۱۶ به روی پرده رفت و سپس اکران گسترده خود را از تاریخ ۱۶ دسامبر آغاز کرد. فیلم در گیشه به موفقیت مالی رسید و ۴۴۶٫۱ در سراسر جهان فروش کرد در حالی که ۳۰ میلیون دلار بودجه ساخت آن بوده‌است. فیلم با واکنش بسیار مثبت منتقدان همراه بود. راتن تومیتوز گزارش کرد که ۹۱٪ منتقدان نظر مثبتی دربارهٔ فیلم داشته‌اند که این درصد از روی ۴۱۴ نقد بدست آمده و در مجموع امتیاز ۸٫۷/۱۰ را نصیب فیلم می‌کند. فیلم در مجموع نامزد ۲۶۵ جایزه و برنده ۱۱۲ جایزه شد و در زمینه‌های کارگردانی، فیلم‌نامه، تیم بازیگری، موسیقی و شیمی رابطه بین استون و گاسلینگ مورد تحسین قرار گرفت.
لا لا لند در هشتاد و نهمین دوره جوایز اسکار، در ۱۴ رشته نامزد جایزه شد و رکورد شکست. پیش از این، فقط دو فیلم همه‌چیز درباره ایو و تایتانیک به این رکورد دست پیدا کرده بودند. فیلم شش جایزه اسکار برد: بهترین کارگردانی،  بهترین بازیگر نقش اول زن، بهترین فیلم‌برداری، بهترین موسیقی متن، بهترین طراحی صحنه و بهترین ترانه (شهر ستاره‌ها). دیگر رشته‌هایی که فیلم در آن‌ها نامزد جایزه شده بود عبارتند از: بهترین فیلم، بهترین فیلم‌نامه غیراقتباسی، بهترین تدوین، بهترین میکس صدا، بهترین بازیگر نقش اول مرد، بهترین طراحی لباس و بهترین ترانه (آزمون (احمق‌هایی که رؤیایی دارند)). در هفتاد و چهارمین مراسم گلدن گلوب، لا لا لند در هفت رشته نامزد کسب جایزه شد: جایزه گلدن گلوب بهترین فیلم موزیکال یا کمدی، بهترین بازیگر مرد فیلم موزیکال یا کمدی، بهترین بازیگر زن فیلم موزیکال یا کمدی، بهترین کارگردانی، بهترین فیلم‌نامه، بهترین موسیقی متن و بهترین ترانه غیراقتباسی (شهر ستاره‌ها). فیلم توانست هر هفت جایزه را بدست آورد که لا لا لند را تبدیل به موفق‌ترین فیلم در تاریخ جوایز گلدن گلوب می‌کند.
در هفتادمین دوره جوایز بفتا، فیلم در یازده رشته نامزد دریافت جایزه شد، بیشتر از هر فیلم دیگری در سال ۲۰۱۶. فیلم ۵ جایزه بفتا برد: بهترین فیلم، بهترین کارگردانی، بهترین بازیگر نقش اول زن، بهترین فیلم‌برداری و بهترین موسیقی فیلم. همچنین آلبوم موسیقی فیلم در شصتمین مراسم جایزه گرمی برنده دو جایزه بهترین موسیقی تلفیقی و بهترین آلبوم موسیقی برای رسانه بصری شد. بنیاد فیلم آمریکا، لا لا لند را جزو ده فیلم سال دانست.

## فهرست جوایز
| جایزه                                     | تاریخ           | رشته                                                                | نامزد(ها) و برنده(ها)                                                                     | نتیجه    | منبع          |
| ----------------------------------------- | --------------- | ------------------------------------------------------------------- | ----------------------------------------------------------------------------------------- | -------- | ------------- |
| جایزه اکتا                                | ۸ ژانویه ۲۰۱۷   | بهترین فیلم                                                         | لا لا لند                                                                                 | برنده    | [ ۱۸ ]        |
| جایزه اکتا                                | ۸ ژانویه ۲۰۱۷   | بهترین کارگردانی                                                    | دیمین شزل                                                                                 | نامزدشده | [ ۱۸ ]        |
| جایزه اکتا                                | ۸ ژانویه ۲۰۱۷   | بهترین بازیگر مرد                                                   | رایان گاسلینگ                                                                             | نامزدشده | [ ۱۸ ]        |
| جایزه اکتا                                | ۸ ژانویه ۲۰۱۷   | بهترین بازیگر زن                                                    | اما استون                                                                                 | برنده    | [ ۱۸ ]        |
| جایزه اکتا                                | ۸ ژانویه ۲۰۱۷   | بهترین فیلم‌نامه                                                     | دیمین شزل                                                                                 | نامزدشده | [ ۱۸ ]        |
| جوایز فیلم مجله ای‌ای‌آرپی                  | ۶ فوریه ۲۰۱۷    | بهترین فیلم                                                         | لا لا لند                                                                                 | نامزدشده | [ ۱۹ ]        |
| جوایز فیلم مجله ای‌ای‌آرپی                  | ۶ فوریه ۲۰۱۷    | بهترین کمدی                                                         | لا لا لند                                                                                 | برنده    | [ ۱۹ ]        |
| جایزه اسکار                               | ۲۶ فوریه ۲۰۱۷   | بهترین فیلم                                                         | فرد برگر، جردن هوروویتس ومارک پلت                                                         | نامزدشده | [ ۲۰ ]        |
| جایزه اسکار                               | ۲۶ فوریه ۲۰۱۷   | بهترین کارگردانی                                                    | دیمین شزل                                                                                 | برنده    | [ ۲۰ ]        |
| جایزه اسکار                               | ۲۶ فوریه ۲۰۱۷   | بهترین بازیگر نقش اول مرد                                           | رایان گاسلینگ                                                                             | نامزدشده | [ ۲۰ ]        |
| جایزه اسکار                               | ۲۶ فوریه ۲۰۱۷   | بهترین بازیگر نقش اول زن                                            | اما استون                                                                                 | برنده    | [ ۲۰ ]        |
| جایزه اسکار                               | ۲۶ فوریه ۲۰۱۷   | بهترین فیلم‌نامه غیراقتباسی                                          | دیمین شزل                                                                                 | نامزدشده | [ ۲۰ ]        |
| جایزه اسکار                               | ۲۶ فوریه ۲۰۱۷   | بهترین موسیقی متن                                                   | جاستین هورویتز                                                                            | برنده    | [ ۲۰ ]        |
| جایزه اسکار                               | ۲۶ فوریه ۲۰۱۷   | بهترین ترانه                                                        | "آزمون (احمق‌هایی که رؤیایی دارند)" ساخته شده توسط جاستین هورویتز، بنج پاسک و جاستین پائول | نامزدشده | [ ۲۰ ]        |
| جایزه اسکار                               | ۲۶ فوریه ۲۰۱۷   | بهترین ترانه                                                        | "شهر ستاره‌ها" ساخته شده توسط جاستین هورویتز، بنج پاسک و جاستین پائول                      | برنده    | [ ۲۰ ]        |
| جایزه اسکار                               | ۲۶ فوریه ۲۰۱۷   | جایزه اسکار بهترین تدوین صدا                                        | میلدرد لاتو مورگان و آی لینگ-لی                                                           | نامزدشده | [ ۲۰ ]        |
| جایزه اسکار                               | ۲۶ فوریه ۲۰۱۷   | بهترین میکس صدا                                                     | اندی نلسون، آی لینگ-لی و استیو مورو                                                       | نامزدشده | [ ۲۰ ]        |
| جایزه اسکار                               | ۲۶ فوریه ۲۰۱۷   | بهترین طراح صحنه                                                    | دیوید وسکو و سندی وسکو                                                                    | برنده    | [ ۲۰ ]        |
| جایزه اسکار                               | ۲۶ فوریه ۲۰۱۷   | بهترین فیلم‌برداری                                                   | لینوس ساندگرن                                                                             | برنده    | [ ۲۰ ]        |
| جایزه اسکار                               | ۲۶ فوریه ۲۰۱۷   | بهترین طراحی لباس                                                   | ماری زوفرس                                                                                | نامزدشده | [ ۲۰ ]        |
| جایزه اسکار                               | ۲۶ فوریه ۲۰۱۷   | بهترین تدوین                                                        | تام کراس                                                                                  | نامزدشده | [ ۲۰ ]        |
| تدوین‌گر سینمای آمریکا                     | ۲۷ ژانویه ۲۰۱۷  | بهترین تدوین فیلم بلند- موزیکال یا کمدی                             | تام کراس                                                                                  | برنده    | [ ۲۱ ]        |
| اتحادیه زنان روزنامه‌نگار سینمایی          | ۲۱ دسامبر ۲۰۱۶  | بهترین فیلم                                                         | لا لا لند                                                                                 | نامزدشده | [ ۲۲ ] [ ۲۳ ] |
| اتحادیه زنان روزنامه‌نگار سینمایی          | ۲۱ دسامبر ۲۰۱۶  | بهترین کارگردانی                                                    | دیمین شزل                                                                                 | نامزدشده | [ ۲۲ ] [ ۲۳ ] |
| اتحادیه زنان روزنامه‌نگار سینمایی          | ۲۱ دسامبر ۲۰۱۶  | بهترین بازیگر مرد                                                   | رایان گاسلینگ                                                                             | نامزدشده | [ ۲۲ ] [ ۲۳ ] |
| اتحادیه زنان روزنامه‌نگار سینمایی          | ۲۱ دسامبر ۲۰۱۶  | بهترین بازیگر زن                                                    | اما استون                                                                                 | نامزدشده | [ ۲۲ ] [ ۲۳ ] |
| اتحادیه زنان روزنامه‌نگار سینمایی          | ۲۱ دسامبر ۲۰۱۶  | بهترین فیلم‌نامه غیراقتباسی                                          | دیمین شزل                                                                                 | نامزدشده | [ ۲۲ ] [ ۲۳ ] |
| اتحادیه زنان روزنامه‌نگار سینمایی          | ۲۱ دسامبر ۲۰۱۶  | بهترین فیلم‌برداری                                                   | لینوس ساندگرن                                                                             | نامزدشده | [ ۲۲ ] [ ۲۳ ] |
| اتحادیه زنان روزنامه‌نگار سینمایی          | ۲۱ دسامبر ۲۰۱۶  | بهترین تدوین                                                        | تام کراس                                                                                  | نامزدشده | [ ۲۲ ] [ ۲۳ ] |
| انجمن فیلم‌برداران آمریکا                  | ۴ فوریه ۲۰۱۷    | بهترین فیلم‌برداری برای فیلم بلند                                    | لینوس ساندگرن                                                                             | نامزدشده | [ ۲۴ ]        |
| انجمن طراحان صحنه                         | ۱۱ فوریه ۲۰۱۷   | بهترین طراحی صحنه معاصر برای فیلم                                   | دیوید وسکو و سندی وسکو                                                                    | برنده    | [ ۲۵ ]        |
| انجمن منتقدان فیلم آستین                  | ۲۸ دسامبر ۲۰۱۶  | بهترین فیلم                                                         | لا لا لند                                                                                 | دوم      | [ ۲۶ ]        |
| انجمن منتقدان فیلم آستین                  | ۲۸ دسامبر ۲۰۱۶  | بهترین کارگردانی                                                    | دیمین شزل                                                                                 | نامزدشده | [ ۲۶ ]        |
| انجمن منتقدان فیلم آستین                  | ۲۸ دسامبر ۲۰۱۶  | بهترین بازیگر مرد                                                   | رایان گاسلینگ                                                                             | نامزدشده | [ ۲۶ ]        |
| انجمن منتقدان فیلم آستین                  | ۲۸ دسامبر ۲۰۱۶  | بهترین فیلم‌نامه غیراقتباسی                                          | دیمین شزل                                                                                 | نامزدشده | [ ۲۶ ]        |
| انجمن منتقدان فیلم آستین                  | ۲۸ دسامبر ۲۰۱۶  | بهترین فیلم‌برداری                                                   | لینوس ساندگرن                                                                             | برنده    | [ ۲۶ ]        |
| انجمن منتقدان فیلم آستین                  | ۲۸ دسامبر ۲۰۱۶  | بهترین موسیقی متن                                                   | جاستین هورویتز                                                                            | برنده    | [ ۲۶ ]        |
| انجمن منتقدان فیلم استرالیا               | ۷ مارس ۲۰۱۷     | بهترین فیلم بین‌المللی (انگلیسی زبان)                                | لا لا لند                                                                                 | نامزدشده | [ ۲۷ ]        |
| انجمن منتقدان فیلم بوستون                 | ۱۱ دسامبر ۲۰۱۶  | بهترین فیلم                                                         | لا لا لند                                                                                 | برنده    | [ ۲۸ ]        |
| انجمن منتقدان فیلم بوستون                 | ۱۱ دسامبر ۲۰۱۶  | بهترین کارگردانی                                                    | دیمین شزل                                                                                 | برنده    | [ ۲۸ ]        |
| انجمن منتقدان فیلم بوستون                 | ۱۱ دسامبر ۲۰۱۶  | بهترین تدوین                                                        | تام کراس                                                                                  | برنده    | [ ۲۸ ]        |
| جوایز فیلم بفتا                           | ۱۲ فوریه ۲۰۱۷   | بهترین فیلم                                                         | فرد برگر، جردن هوروویتس و مارک پلت                                                        | برنده    | [ ۲۹ ]        |
| جوایز فیلم بفتا                           | ۱۲ فوریه ۲۰۱۷   | بهترین بازیگر نقش اول مرد                                           | رایان گاسلینگ                                                                             | نامزدشده | [ ۲۹ ]        |
| جوایز فیلم بفتا                           | ۱۲ فوریه ۲۰۱۷   | بهترین بازیگر نقش اول زن                                            | اما استون                                                                                 | برنده    | [ ۲۹ ]        |
| جوایز فیلم بفتا                           | ۱۲ فوریه ۲۰۱۷   | بهترین کارگردانی                                                    | دیمین شزل                                                                                 | برنده    | [ ۲۹ ]        |
| جوایز فیلم بفتا                           | ۱۲ فوریه ۲۰۱۷   | بهترین فیلم‌نامه غیراقتباسی                                          | دیمین شزل                                                                                 | نامزدشده | [ ۲۹ ]        |
| جوایز فیلم بفتا                           | ۱۲ فوریه ۲۰۱۷   | بهترین فیلم‌برداری                                                   | لینوس ساندگرن                                                                             | برنده    | [ ۲۹ ]        |
| جوایز فیلم بفتا                           | ۱۲ فوریه ۲۰۱۷   | بهترین تدوین                                                        | تام کراس                                                                                  | نامزدشده | [ ۲۹ ]        |
| جوایز فیلم بفتا                           | ۱۲ فوریه ۲۰۱۷   | بهترین موسیقی فیلم                                                  | جاستین هورویتز                                                                            | برنده    | [ ۲۹ ]        |
| جوایز فیلم بفتا                           | ۱۲ فوریه ۲۰۱۷   | بهترین طراحی صحنه                                                   | دیوید وسکو و سندی وسکو                                                                    | نامزدشده | [ ۲۹ ]        |
| جوایز فیلم بفتا                           | ۱۲ فوریه ۲۰۱۷   | بهترین طراحی لباس                                                   | ماری زوفرس                                                                                | نامزدشده | [ ۲۹ ]        |
| جوایز فیلم بفتا                           | ۱۲ فوریه ۲۰۱۷   | بهترین صدا                                                          | اندی نلسون، آی لینگ-لی و استیو مورو                                                       | نامزدشده | [ ۲۹ ]        |
| انجمن بازیگران آمریکا                     | ۱۹ ژانویه ۲۰۱۷  | بهترین فیلم بلند با بودجه بالا - کمدی                               | لا لا لند                                                                                 | برنده    | [ ۳۰ ]        |
| انجمن منتقدان فیلم شیکاگو                 | ۱۵ دسامبر ۲۰۱۶  | بهترین فیلم                                                         | لا لا لند                                                                                 | نامزدشده | [ ۳۱ ]        |
| انجمن منتقدان فیلم شیکاگو                 | ۱۵ دسامبر ۲۰۱۶  | بهترین کارگردانی                                                    | دیمین شزل                                                                                 | نامزدشده | [ ۳۱ ]        |
| انجمن منتقدان فیلم شیکاگو                 | ۱۵ دسامبر ۲۰۱۶  | بهترین بازیگر زن                                                    | اما استون                                                                                 | نامزدشده | [ ۳۱ ]        |
| انجمن منتقدان فیلم شیکاگو                 | ۱۵ دسامبر ۲۰۱۶  | بهترین فیلم‌برداری                                                   | لینوس ساندگرن                                                                             | برنده    | [ ۳۱ ]        |
| انجمن منتقدان فیلم شیکاگو                 | ۱۵ دسامبر ۲۰۱۶  | بهترین تدوین                                                        | تام کراس                                                                                  | برنده    | [ ۳۱ ]        |
| انجمن منتقدان فیلم شیکاگو                 | ۱۵ دسامبر ۲۰۱۶  | بهترین موسیقی متن                                                   | جاستین هورویتز                                                                            | نامزدشده | [ ۳۱ ]        |
| انجمن منتقدان فیلم شیکاگو                 | ۱۵ دسامبر ۲۰۱۶  | بهترین طراحی هنری                                                   | لا لا لند                                                                                 | نامزدشده | [ ۳۱ ]        |
| جوایز انجمن صدای سینما                    | ۱۸ فوریه ۲۰۱۷   | بهترین میکس صدا - فیلم بلند                                         | اندی نلسون، آی لینگ-لی و استیو مورو                                                       | برنده    | [ ۳۲ ]        |
| انجمن طراحان لباس                         | ۲۱ فوریه ۲۰۱۷   | بهترین تعالی در فیلم معاصر                                          | ماری زوفرس                                                                                | برنده    | [ ۳۳ ]        |
| جایزه انجمن منتقدان پخش‌کننده فیلم         | ۱۱ دسامبر ۲۰۱۶  | بهترین فیلم                                                         | لا لا لند                                                                                 | برنده    | [ ۳۴ ]        |
| جایزه انجمن منتقدان پخش‌کننده فیلم         | ۱۱ دسامبر ۲۰۱۶  | بهترین کارگردانی                                                    | دیمین شزل                                                                                 | برنده    | [ ۳۴ ]        |
| جایزه انجمن منتقدان پخش‌کننده فیلم         | ۱۱ دسامبر ۲۰۱۶  | بهترین بازیگر مرد                                                   | رایان گاسلینگ                                                                             | نامزدشده | [ ۳۴ ]        |
| جایزه انجمن منتقدان پخش‌کننده فیلم         | ۱۱ دسامبر ۲۰۱۶  | بهترین بازیگر زن                                                    | اما استون                                                                                 | نامزدشده | [ ۳۴ ]        |
| جایزه انجمن منتقدان پخش‌کننده فیلم         | ۱۱ دسامبر ۲۰۱۶  | بهترین فیلم‌نامه                                                     | دیمین شزل                                                                                 | نامزدشده | [ ۳۴ ]        |
| جایزه انجمن منتقدان پخش‌کننده فیلم         | ۱۱ دسامبر ۲۰۱۶  | بهترین فیلم‌برداری                                                   | لینوس ساندگرن                                                                             | برنده    | [ ۳۴ ]        |
| جایزه انجمن منتقدان پخش‌کننده فیلم         | ۱۱ دسامبر ۲۰۱۶  | بهترین لباس                                                         | ماری زوفرس                                                                                | نامزدشده | [ ۳۴ ]        |
| جایزه انجمن منتقدان پخش‌کننده فیلم         | ۱۱ دسامبر ۲۰۱۶  | بهترین تدوین                                                        | تام کراس                                                                                  | برنده    | [ ۳۴ ]        |
| جایزه انجمن منتقدان پخش‌کننده فیلم         | ۱۱ دسامبر ۲۰۱۶  | بهترین طراحی هنری                                                   | دیوید وسکو و سندی وسکو                                                                    | برنده    | [ ۳۴ ]        |
| جایزه انجمن منتقدان پخش‌کننده فیلم         | ۱۱ دسامبر ۲۰۱۶  | بهترین موسیقی متن                                                   | جاستین هورویتز                                                                            | برنده    | [ ۳۴ ]        |
| جایزه انجمن منتقدان پخش‌کننده فیلم         | ۱۱ دسامبر ۲۰۱۶  | بهترین ترانه                                                        | "آزمون (احمق‌هایی که رؤیایی دارند)" ساخته شده توسط جاستین هورویتز، بنج پاسک و جاستین پائول | نامزدشده | [ ۳۴ ]        |
| جایزه انجمن منتقدان پخش‌کننده فیلم         | ۱۱ دسامبر ۲۰۱۶  | بهترین ترانه                                                        | "شهر ستاره‌ها" ساخته شده توسط جاستین هورویتز، بنج پاسک و جاستین پائول                      | برنده    | [ ۳۴ ]        |
| انجمن منتقدان فیلم دالاس‌فورت وورث         | ۱۳ دسامبر ۲۰۱۶  | بهترین بازیگر مرد                                                   | رایان گاسلینگ                                                                             | چهارم    | [ ۳۵ ]        |
| انجمن منتقدان فیلم دالاس‌فورت وورث         | ۱۳ دسامبر ۲۰۱۶  | بهترین بازیگر زن                                                    | اما استون                                                                                 | دوم      | [ ۳۵ ]        |
| انجمن منتقدان فیلم دالاس‌فورت وورث         | ۱۳ دسامبر ۲۰۱۶  | بهترین کارگردان                                                     | دیمین شزل                                                                                 | دوم      | [ ۳۵ ]        |
| انجمن منتقدان فیلم دالاس‌فورت وورث         | ۱۳ دسامبر ۲۰۱۶  | بهترین فیلم‌برداری                                                   | لینوس ساندگرن                                                                             | برنده    | [ ۳۵ ]        |
| انجمن منتقدان فیلم دالاس‌فورت وورث         | ۱۳ دسامبر ۲۰۱۶  | بهترین موسیقی متن                                                   | جاستین هورویتز                                                                            | برنده    | [ ۳۵ ]        |
| انجمن منتقدان فیلم دیترویت                | ۱۹ دسامبر ۲۰۱۶  | بهترین فیلم                                                         | لا لا لند                                                                                 | برنده    | [ ۳۶ ]        |
| انجمن منتقدان فیلم دیترویت                | ۱۹ دسامبر ۲۰۱۶  | بهترین بازیگر مرد                                                   | رایان گاسلینگ                                                                             | نامزدشده | [ ۳۶ ]        |
| انجمن منتقدان فیلم دیترویت                | ۱۹ دسامبر ۲۰۱۶  | بهترین بازیگر زن                                                    | اما استون                                                                                 | برنده    | [ ۳۶ ]        |
| انجمن منتقدان فیلم دیترویت                | ۱۹ دسامبر ۲۰۱۶  | بهترین کارگردان                                                     | دیمین شزل                                                                                 | برنده    | [ ۳۶ ]        |
| انجمن منتقدان فیلم دیترویت                | ۱۹ دسامبر ۲۰۱۶  | بهترین فیلم‌نامه                                                     | دیمین شزل                                                                                 | برنده    | [ ۳۶ ]        |
| جایزه انجمن کارگردانان آمریکا             | ۴ فوریه ۲۰۱۷    | بهترین کارگردانی برای فیلم بلند                                     | دیمین شزل                                                                                 | برنده    | [ ۳۷ ]        |
| جوایز دوریان                              | ۲۶ ژانویه ۲۰۱۷  | فیلم سال                                                            | لا لا لند                                                                                 | نامزدشده | [ ۳۸ ] [ ۳۹ ] |
| جوایز دوریان                              | ۲۶ ژانویه ۲۰۱۷  | کارگردان سال                                                        | دیمین شزل                                                                                 | نامزدشده | [ ۳۸ ] [ ۳۹ ] |
| جوایز دوریان                              | ۲۶ ژانویه ۲۰۱۷  | بهترین اجرای سال - بازیگر زن                                        | اما استون                                                                                 | نامزدشده | [ ۳۸ ] [ ۳۹ ] |
| جوایز دوریان                              | ۲۶ ژانویه ۲۰۱۷  | بهترین اجرای سال - بازیگر مرد                                       | رایان گاسلینگ                                                                             | نامزدشده | [ ۳۸ ] [ ۳۹ ] |
| جوایز دوریان                              | ۲۶ ژانویه ۲۰۱۷  | فیلم‌نامه سال                                                        | دیمین شزل                                                                                 | نامزدشده | [ ۳۸ ] [ ۳۹ ] |
| جوایز دوریان                              | ۲۶ ژانویه ۲۰۱۷  | دستاورد بصری قابل توجه                                              | لا لا لند                                                                                 | برنده    | [ ۳۸ ] [ ۳۹ ] |
| جایزه امپایر                              | ۱۹ مارس ۲۰۱۷    | بهترین فیلم                                                         | لا لا لند                                                                                 | نامزدشده | [ ۴۰ ]        |
| جایزه امپایر                              | ۱۹ مارس ۲۰۱۷    | بهترین بازیگر مرد                                                   | رایان گاسلینگ                                                                             | نامزدشده | [ ۴۰ ]        |
| جایزه امپایر                              | ۱۹ مارس ۲۰۱۷    | بهترین بازیگر زن                                                    | اما استون                                                                                 | نامزدشده | [ ۴۰ ]        |
| جایزه امپایر                              | ۱۹ مارس ۲۰۱۷    | بهترین آلبوم موسیقی                                                 | لا لا لند                                                                                 | برنده    | [ ۴۰ ]        |
| جایزه امپایر                              | ۱۹ مارس ۲۰۱۷    | بهترین طراحی تولید                                                  | لا لا لند                                                                                 | نامزدشده | [ ۴۰ ]        |
| حلقه منتقدان فیلم فلوریدا                 | ۲۳ دسامبر ۲۰۱۶  | بهترین فیلم                                                         | لا لا لند                                                                                 | دوم      | [ ۴۱ ]        |
| حلقه منتقدان فیلم فلوریدا                 | ۲۳ دسامبر ۲۰۱۶  | بهترین کارگردانی                                                    | دیمین شزل                                                                                 | برنده    | [ ۴۱ ]        |
| حلقه منتقدان فیلم فلوریدا                 | ۲۳ دسامبر ۲۰۱۶  | بهترین بازیگر مرد                                                   | رایان گاسلینگ                                                                             | نامزدشده | [ ۴۱ ]        |
| حلقه منتقدان فیلم فلوریدا                 | ۲۳ دسامبر ۲۰۱۶  | بهترین بازیگر زن                                                    | اما استون                                                                                 | دوم      | [ ۴۱ ]        |
| حلقه منتقدان فیلم فلوریدا                 | ۲۳ دسامبر ۲۰۱۶  | بهترین فیلم‌نامه                                                     | دیمین شزل                                                                                 | نامزدشده | [ ۴۱ ]        |
| حلقه منتقدان فیلم فلوریدا                 | ۲۳ دسامبر ۲۰۱۶  | بهترین فیلم‌برداری                                                   | لینوس ساندگرن                                                                             | برنده    | [ ۴۱ ]        |
| حلقه منتقدان فیلم فلوریدا                 | ۲۳ دسامبر ۲۰۱۶  | بهترین کارگردان هنری                                                | لا لا لند                                                                                 | برنده    | [ ۴۱ ]        |
| حلقه منتقدان فیلم فلوریدا                 | ۲۳ دسامبر ۲۰۱۶  | بهترین موسیقی متن                                                   | لا لا لند                                                                                 | برنده    | [ ۴۱ ]        |
| جوایز انجمن موسیقی                        | ۱۶ فوریه ۲۰۱۷   | بهترین سرپرستی موسیقی برای فیلم بلند با بودجه بیش از ۲۵ میلیون دلار | لا لا لند                                                                                 | برنده    | [ ۴۲ ]        |
| جوایز انجمن موسیقی                        | ۱۶ فوریه ۲۰۱۷   | بهترین ترانه ساخته شده برای فیلم                                    | "شهر ستاره‌ها"                                                                             | برنده    | [ ۴۲ ]        |
| جوایز گلدن گلوب                           | ۸ ژانویه ۲۰۱۷   | بهترین فیلم موزیکال یا کمدی                                         | لا لا لند                                                                                 | برنده    | [ ۱۳ ]        |
| جوایز گلدن گلوب                           | ۸ ژانویه ۲۰۱۷   | بهترین بازیگر مرد فیلم موزیکال یا کمدی                              | رایان گاسلینگ                                                                             | برنده    | [ ۱۳ ]        |
| جوایز گلدن گلوب                           | ۸ ژانویه ۲۰۱۷   | بهترین بازیگر زن فیلم موزیکال یا کمدی                               | اما استون                                                                                 | برنده    | [ ۱۳ ]        |
| جوایز گلدن گلوب                           | ۸ ژانویه ۲۰۱۷   | بهترین کارگردانی                                                    | دیمین شزل                                                                                 | برنده    | [ ۱۳ ]        |
| جوایز گلدن گلوب                           | ۸ ژانویه ۲۰۱۷   | بهترین فیلم‌نامه                                                     | دیمین شزل                                                                                 | برنده    | [ ۱۳ ]        |
| جوایز گلدن گلوب                           | ۸ ژانویه ۲۰۱۷   | بهترین موسیقی                                                       | جاستین هورویتز                                                                            | برنده    | [ ۱۳ ]        |
| جوایز گلدن گلوب                           | ۸ ژانویه ۲۰۱۷   | بهترین ترانه                                                        | "شهر ستاره‌ها" ساخته شده توسط جاستین هورویتز، جاستین پائول و بنج پاسک                      | برنده    | [ ۱۳ ]        |
| جوایز راتن تومیتوز                        | ۱۲ ژانویه ۲۰۱۷  | بهترین فیلم موزیکال                                                 | لا لا لند                                                                                 | برنده    | [ ۴۳ ]        |
| جوایز دوربین طلایی                        | ۴ مارس ۲۰۱۷     | بهترین فیلم بین‌المللی                                               | لا لا لند                                                                                 | برنده    | [ ۴۴ ]        |
| جایزه گرمی                                | ۲۸ ژانویه ۲۰۱۸  | بهترین موسیقی تلفیقی                                                | لا لا لند                                                                                 | برنده    | [ ۴۵ ]        |
| جایزه گرمی                                | ۲۸ ژانویه ۲۰۱۸  | بهترین آلبوم موسیقی برای رسانه بصری                                 | جاستین هورویتز                                                                            | برنده    | [ ۴۵ ]        |
| جایزه گرمی                                | ۲۸ ژانویه ۲۰۱۸  | بهترین ترانه                                                        | "شهر ستاره‌ها" ساخته شده توسط جاستین هورویتز، بنج پاسک و جاستین پائول                      | نامزدشده | [ ۴۵ ]        |
| جایزه گرمی                                | ۲۸ ژانویه ۲۰۱۸  | بهترین ترانه ارکستر و آواز                                          | "یک روز آفتابی دیگر" ساخته شده توسط جاستین هورویتز، بنج پاسک و جاستین پائول               | نامزدشده | [ ۴۵ ]        |
| جشنواره بین‌المللی فیلم همپتون             | ۱۰ اکتبر ۲۰۱۶   | جایزه ویژه تماشاگران: بهترین راوی فیلم بلند                         | دیمین شزل                                                                                 | برنده    | [ ۴۶ ]        |
| جوایز فیلم هالیوود                        | ۶ نوامبر ۲۰۱۶   | جایزه تهیه‌کننده هالیوود                                             | مارک پلت                                                                                  | برنده    | [ ۴۷ ]        |
| جوایز فیلم هالیوود                        | ۶ نوامبر ۲۰۱۶   | بهترین فیلم‌برداری                                                   | لینوس ساندگرن                                                                             | برنده    | [ ۴۷ ]        |
| جوایز موسیقی هالیوود                      | ۱۷ نوامبر ۲۰۱۶  | بهترین موسیقی اصلی: فیلم بلند                                       | جاستین هورویتز                                                                            | نامزدشده | [ ۴۸ ] [ ۴۹ ] |
| جوایز موسیقی هالیوود                      | ۱۷ نوامبر ۲۰۱۶  | بهترین ترانه                                                        | آزمون (احمق‌هایی که رؤیایی دارند) توسط جاستین هورویتز، جاستین پائول و بنج پاسک             | نامزدشده | [ ۴۸ ] [ ۴۹ ] |
| جوایز موسیقی هالیوود                      | ۱۷ نوامبر ۲۰۱۶  | بهترین ترانه                                                        | "شهر ستاره‌ها" ساخته شده توسط جاستین هورویتز، جاستین پائول و بنج پاسک                      | برنده    | [ ۴۸ ] [ ۴۹ ] |
| جوایز موسیقی هالیوود                      | ۱۷ نوامبر ۲۰۱۶  | بهترین سرپرست موسیقی- فیلم                                          | استیون گیزسکی                                                                             | نامزدشده | [ ۴۸ ] [ ۴۹ ] |
| انجمن منتقدان هیوستون                     | ۶ ژانویه ۲۰۱۷   | بهترین فیلم                                                         | لا لا لند                                                                                 | برنده    | [ ۵۰ ] [ ۵۱ ] |
| انجمن منتقدان هیوستون                     | ۶ ژانویه ۲۰۱۷   | بهترین بازیگر مرد                                                   | رایان گاسلینگ                                                                             | نامزدشده | [ ۵۰ ] [ ۵۱ ] |
| انجمن منتقدان هیوستون                     | ۶ ژانویه ۲۰۱۷   | بهترین بازیگر زن                                                    | اما استون                                                                                 | نامزدشده | [ ۵۰ ] [ ۵۱ ] |
| انجمن منتقدان هیوستون                     | ۶ ژانویه ۲۰۱۷   | بهترین کارگردان                                                     | دیمین شزل                                                                                 | برنده    | [ ۵۰ ] [ ۵۱ ] |
| انجمن منتقدان هیوستون                     | ۶ ژانویه ۲۰۱۷   | بهترین فیلم‌برداری                                                   | لینوس ساندگرن                                                                             | برنده    | [ ۵۰ ] [ ۵۱ ] |
| انجمن منتقدان هیوستون                     | ۶ ژانویه ۲۰۱۷   | بهترین موسیقی متن                                                   | جاستین هورویتز                                                                            | برنده    | [ ۵۰ ] [ ۵۱ ] |
| انجمن منتقدان هیوستون                     | ۶ ژانویه ۲۰۱۷   | بهترین ترانه                                                        | آزمون (احمق‌هایی که رؤیایی دارند) ساخته شده توسط جاستین هورویتز، جاستین پائول و بنج پاسک   | نامزدشده | [ ۵۰ ] [ ۵۱ ] |
| انجمن منتقدان هیوستون                     | ۶ ژانویه ۲۰۱۷   | بهترین ترانه                                                        | "شهر ستاره‌ها" ساخته شده توسط جاستین هورویتز، جاستین پائول و بنج پاسک                      | برنده    | [ ۵۰ ] [ ۵۱ ] |
| انجمن منتقدان هیوستون                     | ۶ ژانویه ۲۰۱۷   | بهترین فیلم‌نامه                                                     | دیمین شزل                                                                                 | نامزدشده | [ ۵۰ ] [ ۵۱ ] |
| انجمن منتقدان هیوستون                     | ۶ ژانویه ۲۰۱۷   | بهترین پوستر                                                        | لا لا لند                                                                                 | برنده    | [ ۵۰ ] [ ۵۱ ] |
| انجمن منتقدان هیوستون                     | ۶ ژانویه ۲۰۱۷   | بهترین دستاورد فنی                                                  | لا لا لند                                                                                 | برنده    | [ ۵۰ ] [ ۵۱ ] |
| منتقدان ایندی‌وایر                         | ۱۹ دسامبر ۲۰۱۶  | بهترین فیلم                                                         | لا لا لند                                                                                 | سوم      | [ ۵۲ ]        |
| منتقدان ایندی‌وایر                         | ۱۹ دسامبر ۲۰۱۶  | بهترین کارگردان                                                     | دیمین شزل                                                                                 | دوم      | [ ۵۲ ]        |
| منتقدان ایندی‌وایر                         | ۱۹ دسامبر ۲۰۱۶  | بهترین بازیگر زن                                                    | اما استون                                                                                 | چهارم    | [ ۵۲ ]        |
| منتقدان ایندی‌وایر                         | ۱۹ دسامبر ۲۰۱۶  | بهترین بازیگر مرد                                                   | رایان گاسلینگ                                                                             | هفتم     | [ ۵۲ ]        |
| منتقدان ایندی‌وایر                         | ۱۹ دسامبر ۲۰۱۶  | بهترین فیلم‌نامه                                                     | لا لا لند                                                                                 | دهم      | [ ۵۲ ]        |
| منتقدان ایندی‌وایر                         | ۱۹ دسامبر ۲۰۱۶  | بهترین موسیقی متن                                                   | لا لا لند                                                                                 | دوم      | [ ۵۲ ]        |
| منتقدان ایندی‌وایر                         | ۱۹ دسامبر ۲۰۱۶  | بهترین فیلم‌برداری                                                   | لا لا لند                                                                                 | دوم      | [ ۵۲ ]        |
| منتقدان ایندی‌وایر                         | ۱۹ دسامبر ۲۰۱۶  | بهترین تدوین                                                        | لا لا لند                                                                                 | سوم      | [ ۵۲ ]        |
| انجمن بین‌المللی منتقدان موسیقی فیلم       | ۲۳ فوریه ۲۰۱۷   | بهترین موسیقی متن اصلی برای فیلم کمدی                               | جاستین هورویتز                                                                            | برنده    | [ ۵۳ ] [ ۵۴ ] |
| انجمن بین‌المللی منتقدان موسیقی فیلم       | ۲۳ فوریه ۲۰۱۷   | بهترین موسیقی ترکیبی                                                | جاستین هورویتز                                                                            | برنده    | [ ۵۳ ] [ ۵۴ ] |
| انجمن بین‌المللی منتقدان موسیقی فیلم       | ۲۳ فوریه ۲۰۱۷   | بهترین موسیقی فیلم سال                                              | جاستین هورویتز                                                                            | نامزدشده | [ ۵۳ ] [ ۵۴ ] |
| جایزه فیلم و تلویزیون ایرلندی             | ۸ آوریل ۲۰۱۷    | فیلم بین‌المللی                                                      | لا لا لند                                                                                 | نامزدشده | [ ۵۵ ]        |
| جایزه فیلم و تلویزیون ایرلندی             | ۸ آوریل ۲۰۱۷    | بازیگر مرد بین‌المللی                                                | رایان گاسلینگ                                                                             | نامزدشده | [ ۵۵ ]        |
| جایزه فیلم و تلویزیون ایرلندی             | ۸ آوریل ۲۰۱۷    | بازیگر زن بین‌المللی                                                 | اما استون                                                                                 | برنده    | [ ۵۵ ]        |
| جوایز انجمن مدیران محلی                   | ۸ آوریل ۲۰۱۷    | بهترین طراحی لوکیشن در فیلم معاصر                                   | رابرت فوکوس و استیو بایملر                                                                | برنده    | [ ۵۶ ]        |
| انجمن منتقدان فیلم لندن                   | ۲۲ ژانویه ۲۰۱۷  | فیلم سال                                                            | لا لا لند                                                                                 | برنده    | [ ۵۷ ]        |
| انجمن منتقدان فیلم لندن                   | ۲۲ ژانویه ۲۰۱۷  | کارگردان سال                                                        | دیمین شزل                                                                                 | نامزدشده | [ ۵۷ ]        |
| انجمن منتقدان فیلم لندن                   | ۲۲ ژانویه ۲۰۱۷  | بازیگر زن سال                                                       | اما استون                                                                                 | نامزدشده | [ ۵۷ ]        |
| انجمن منتقدان فیلم لندن                   | ۲۲ ژانویه ۲۰۱۷  | فیلم‌نامه‌نویس سال                                                    | دیمین شزل                                                                                 | نامزدشده | [ ۵۷ ]        |
| انجمن منتقدان فیلم لندن                   | ۲۲ ژانویه ۲۰۱۷  | دستاورد فنی                                                         | جاستین هورویتز (موسیقی)                                                                   | نامزدشده | [ ۵۷ ]        |
| انجمن منتقدان فیلم لس آنجلس               | ۴ دسامبر ۲۰۱۶   | بهترین فیلم                                                         | لا لا لند                                                                                 | دوم      | [ ۵۸ ]        |
| انجمن منتقدان فیلم لس آنجلس               | ۴ دسامبر ۲۰۱۶   | بهترین کارگردان                                                     | دیمین شزل                                                                                 | دوم      | [ ۵۸ ]        |
| انجمن منتقدان فیلم لس آنجلس               | ۴ دسامبر ۲۰۱۶   | بهترین موسیقی]                                                      | جاستین هورویتز، جاستین پائول و بنج پاسک                                                   | برنده    | [ ۵۸ ]        |
| انجمن منتقدان فیلم لس آنجلس               | ۴ دسامبر ۲۰۱۶   | بهترین فیلم‌برداری                                                   | لینوس ساندگرن                                                                             | دوم      | [ ۵۸ ]        |
| انجمن منتقدان فیلم لس آنجلس               | ۴ دسامبر ۲۰۱۶   | بهترین تدوین                                                        | تام کراس                                                                                  | دوم      | [ ۵۸ ]        |
| انجمن منتقدان فیلم لس آنجلس               | ۴ دسامبر ۲۰۱۶   | بهترین طراحی صحنه                                                   | دیوید وسکو و سندی وسکو                                                                    | دوم      | [ ۵۸ ]        |
| انجمن هنرمندان گریم و مو                  | ۱۹ فوریه ۲۰۱۷   | فیلم بلند - بهترین آرایش معاصر                                      | تورستن ویت                                                                                | نامزدشده | [ ۵۹ ]        |
| انجمن هنرمندان گریم و مو                  | ۱۹ فوریه ۲۰۱۷   | فیلم بلند - بهترین حالت مو معاصر                                    | فریدا آرادتیر، باربارا لورنز و جکی ماسترن                                                 | برنده    | [ ۵۹ ]        |
| تدوین‌گران صدای فیلم                       | ۱۹ ژانویه ۲۰۱۷  | بهترین تدوین صدا - فیلم بلند - موزیکال                              | جیسون رودر                                                                                | برنده    | [ ۶۰ ]        |
| جامعه ملی منتقدان فیلم                    | ۷ ژانویه ۲۰۱۷   | بهترین فیلم                                                         | لا لا لند                                                                                 | سوم      | [ ۶۱ ]        |
| جامعه ملی منتقدان فیلم                    | ۷ ژانویه ۲۰۱۷   | بهترین کارگردان                                                     | دیمین شزل                                                                                 | دوم      | [ ۶۱ ]        |
| جامعه ملی منتقدان فیلم                    | ۷ ژانویه ۲۰۱۷   | بهترین فیلم‌برداری                                                   | لینوس ساندگرن                                                                             | دوم      | [ ۶۱ ]        |
| حلقه منتقدان فیلم نیویورک                 | ۱ دسامبر ۲۰۱۶   | بهترین فیلم                                                         | لا لا لند                                                                                 | برنده    | [ ۶۲ ]        |
| حلقه منتقدان فیلم آنلاین نیویورک          | ۱۱ دسامبر ۲۰۱۶  | بهترین استفاده از موسیقی                                            | جاستین هورویتز                                                                            | برنده    | [ ۶۳ ]        |
| جامعه آنلاین منتقدان فیلم                 | ۳ ژانویه ۲۰۱۷   | بهترین فیلم                                                         | لا لا لند                                                                                 | نامزدشده | [ ۶۴ ]        |
| جامعه آنلاین منتقدان فیلم                 | ۳ ژانویه ۲۰۱۷   | بهترین کارگردان                                                     | دیمین شزل                                                                                 | نامزدشده | [ ۶۴ ]        |
| جامعه آنلاین منتقدان فیلم                 | ۳ ژانویه ۲۰۱۷   | بهترین بازیگر مرد                                                   | رایان گاسلینگ                                                                             | نامزدشده | [ ۶۴ ]        |
| جامعه آنلاین منتقدان فیلم                 | ۳ ژانویه ۲۰۱۷   | بهترین بازیگر زن                                                    | اما استون                                                                                 | نامزدشده | [ ۶۴ ]        |
| جامعه آنلاین منتقدان فیلم                 | ۳ ژانویه ۲۰۱۷   | بهترین فیلم‌نامه                                                     | دیمین شزل                                                                                 | نامزدشده | [ ۶۴ ]        |
| جامعه آنلاین منتقدان فیلم                 | ۳ ژانویه ۲۰۱۷   | بهترین تدوین                                                        | تام کراس                                                                                  | برنده    | [ ۶۴ ]        |
| جامعه آنلاین منتقدان فیلم                 | ۳ ژانویه ۲۰۱۷   | بهترین فیلم‌برداری                                                   | لینوس ساندگرن                                                                             | برنده    | [ ۶۴ ]        |
| جشنواره بین‌المللی فیلم پام اسپرینگز       | ۲ ژانویه ۲۰۱۷   | جایزه پیشتاز                                                        | لا لا لند                                                                                 | برنده    | [ ۶۵ ]        |
| انجمن تهیه‌کنندگان آمریکا                  | ۲۸ ژانویه ۲۰۱۷  | بهترین فیلم                                                         | فرد برگر، جردن هوروویتس و مارک پلت                                                        | برنده    | [ ۶۶ ]        |
| انجمن منتقدان فیلم سن دیگو                | ۱۲ دسامبر ۲۰۱۶  | بهترین فیلم                                                         | لا لا لند                                                                                 | دوم      | [ ۶۷ ] [ ۶۸ ] |
| انجمن منتقدان فیلم سن دیگو                | ۱۲ دسامبر ۲۰۱۶  | بهترین کارگردان                                                     | دیمین شزل                                                                                 | دوم      | [ ۶۷ ] [ ۶۸ ] |
| انجمن منتقدان فیلم سن دیگو                | ۱۲ دسامبر ۲۰۱۶  | بهترین بازیگر مرد                                                   | رایان گاسلینگ                                                                             | نامزدشده | [ ۶۷ ] [ ۶۸ ] |
| انجمن منتقدان فیلم سن دیگو                | ۱۲ دسامبر ۲۰۱۶  | بهترین بازیگر زن                                                    | اما استون                                                                                 | دوم      | [ ۶۷ ] [ ۶۸ ] |
| انجمن منتقدان فیلم سن دیگو                | ۱۲ دسامبر ۲۰۱۶  | بهترین فیلم‌نامه                                                     | دیمین شزل                                                                                 | نامزدشده | [ ۶۷ ] [ ۶۸ ] |
| انجمن منتقدان فیلم سن دیگو                | ۱۲ دسامبر ۲۰۱۶  | بهترین تدوین                                                        | تام کراس                                                                                  | نامزدشده | [ ۶۷ ] [ ۶۸ ] |
| انجمن منتقدان فیلم سن دیگو                | ۱۲ دسامبر ۲۰۱۶  | بهترین فیلم‌برداری                                                   | لینوس ساندگرن                                                                             | دوم      | [ ۶۷ ] [ ۶۸ ] |
| انجمن منتقدان فیلم سن دیگو                | ۱۲ دسامبر ۲۰۱۶  | بهترین طراحی صحنه                                                   | دیوید وسکو و سندی وسکو                                                                    | دوم      | [ ۶۷ ] [ ۶۸ ] |
| انجمن منتقدان فیلم سن دیگو                | ۱۲ دسامبر ۲۰۱۶  | بهترین طراحی لباس                                                   | ماری زوفرس                                                                                | برنده    | [ ۶۷ ] [ ۶۸ ] |
| انجمن منتقدان فیلم سن دیگو                | ۱۲ دسامبر ۲۰۱۶  | بهترین موسیقی متن                                                   | لا لا لند                                                                                 | دوم      | [ ۶۷ ] [ ۶۸ ] |
| انجمن منتقدان فیلم سن دیگو                | ۱۲ دسامبر ۲۰۱۶  | بهترین جلوه‌های ویژه                                                 | لا لا لند                                                                                 | نامزدشده | [ ۶۷ ] [ ۶۸ ] |
| حلقه منتقدان فیلم سان‌فرانسیسکو            | ۱۱ دسامبر ۲۰۱۶  | بهترین فیلم                                                         | لا لا لند                                                                                 | نامزدشده | [ ۶۹ ]        |
| حلقه منتقدان فیلم سان‌فرانسیسکو            | ۱۱ دسامبر ۲۰۱۶  | بهترین کارگردان                                                     | دیمین شزل                                                                                 | نامزدشده | [ ۶۹ ]        |
| حلقه منتقدان فیلم سان‌فرانسیسکو            | ۱۱ دسامبر ۲۰۱۶  | بهترین بازیگر مرد                                                   | رایان گاسلینگ                                                                             | نامزدشده | [ ۶۹ ]        |
| حلقه منتقدان فیلم سان‌فرانسیسکو            | ۱۱ دسامبر ۲۰۱۶  | بهترین فیلم‌نامه غیراقتباسی                                          | دیمین شزل                                                                                 | نامزدشده | [ ۶۹ ]        |
| حلقه منتقدان فیلم سان‌فرانسیسکو            | ۱۱ دسامبر ۲۰۱۶  | بهترین فیلم‌برداری                                                   | لینوس ساندگرن                                                                             | نامزدشده | [ ۶۹ ]        |
| حلقه منتقدان فیلم سان‌فرانسیسکو            | ۱۱ دسامبر ۲۰۱۶  | بهترین طراحی صحنه                                                   | دیوید وسکو و سندی وسکو                                                                    | نامزدشده | [ ۶۹ ]        |
| حلقه منتقدان فیلم سان‌فرانسیسکو            | ۱۱ دسامبر ۲۰۱۶  | بهترین موسیقی متن                                                   | جاستین هورویتز                                                                            | نامزدشده | [ ۶۹ ]        |
| حلقه منتقدان فیلم سان‌فرانسیسکو            | ۱۱ دسامبر ۲۰۱۶  | بهترین تدوین                                                        | تام کراس                                                                                  | نامزدشده | [ ۶۹ ]        |
| جشنواره بین‌المللی سنتا باربارا            | ۳ فوریه ۲۰۱۷    | بهترین اجرای مشترک سال                                              | رایان گاسلینگ و اما استون                                                                 | برنده    | [ ۷۰ ]        |
| جایزه ستلایت                              | ۱۹ فوریه ۲۰۱۷   | بهترین فیلم                                                         | لا لا لند                                                                                 | برنده    | [ ۷۱ ]        |
| جایزه ستلایت                              | ۱۹ فوریه ۲۰۱۷   | بهترین کارگردان                                                     | دیمین شزل                                                                                 | نامزدشده | [ ۷۱ ]        |
| جایزه ستلایت                              | ۱۹ فوریه ۲۰۱۷   | بهترین بازیگر مرد                                                   | رایان گاسلینگ                                                                             | نامزدشده | [ ۷۱ ]        |
| جایزه ستلایت                              | ۱۹ فوریه ۲۰۱۷   | بهترین بازیگر زن                                                    | اما استون                                                                                 | نامزدشده | [ ۷۱ ]        |
| جایزه ستلایت                              | ۱۹ فوریه ۲۰۱۷   | بهترین فیلم‌نامه                                                     | دیمین شزل                                                                                 | نامزدشده | [ ۷۱ ]        |
| جایزه ستلایت                              | ۱۹ فوریه ۲۰۱۷   | بهترین فیلم‌برداری                                                   | لینوس ساندگرن                                                                             | نامزدشده | [ ۷۱ ]        |
| جایزه ستلایت                              | ۱۹ فوریه ۲۰۱۷   | بهترین موسیقی متن                                                   | جاستین هورویتز                                                                            | برنده    | [ ۷۱ ]        |
| جایزه ستلایت                              | ۱۹ فوریه ۲۰۱۷   | بهترین ترانه                                                        | آزمون (احمق‌هایی که رؤیایی دارند) ساخته شده توسط جاستین هورویتز، جاستین پائول و بنج پاسک   | نامزدشده | [ ۷۱ ]        |
| جایزه ستلایت                              | ۱۹ فوریه ۲۰۱۷   | بهترین ترانه                                                        | "شهر ستاره‌ها" ساخته شده توسط جاستین هورویتز، جاستین پائول و بنج پاسک                      | برنده    | [ ۷۱ ]        |
| جایزه ستلایت                              | ۱۹ فوریه ۲۰۱۷   | بهترین طراحی صحنه                                                   | دیوید وسکو و سندی وسکو                                                                    | برنده    | [ ۷۱ ]        |
| جایزه ستلایت                              | ۱۹ فوریه ۲۰۱۷   | بهترین تدوین                                                        | تام کراس                                                                                  | نامزدشده | [ ۷۱ ]        |
| جایزه ستلایت                              | ۱۹ فوریه ۲۰۱۷   | بهترین طراحی لباس                                                   | ماری زوفرس                                                                                | نامزدشده | [ ۷۱ ]        |
| جایزه ستلایت                              | ۱۹ فوریه ۲۰۱۷   | بهترین صدا                                                          | لا لا لند                                                                                 | نامزدشده | [ ۷۱ ]        |
| جایزه ساترن                               | ۲۸ ژوئن ۲۰۱۷    | بهترین فیلم مستقل                                                   | لا لا لند                                                                                 | برنده    | [ ۷۲ ]        |
| جایزه ساترن                               | ۲۸ ژوئن ۲۰۱۷    | بهترین موسقی متن                                                    | جاستین هورویتز                                                                            | برنده    | [ ۷۲ ]        |
| جایزه انجمن بازیگران فیلم                 | ۲۹ ژانویه ۲۰۱۷  | بهترین بازیگر مرد نقش اول                                           | رایان گاسلینگ                                                                             | نامزدشده | [ ۷۳ ]        |
| جایزه انجمن بازیگران فیلم                 | ۲۹ ژانویه ۲۰۱۷  | بهترین بازیگر زن نقش اول                                            | اما استون                                                                                 | برنده    | [ ۷۳ ]        |
| حلقه منتقدان فیلم سیاتل                   | ۵ ژانویه ۲۰۱۷   | بهترین فیلم                                                         | لا لا لند                                                                                 | نامزدشده | [ ۷۴ ] [ ۷۵ ] |
| حلقه منتقدان فیلم سیاتل                   | ۵ ژانویه ۲۰۱۷   | بهترین کارگردان                                                     | دیمین شزل                                                                                 | نامزدشده | [ ۷۴ ] [ ۷۵ ] |
| حلقه منتقدان فیلم سیاتل                   | ۵ ژانویه ۲۰۱۷   | بهترین بازیگر مرد                                                   | رایان گاسلینگ                                                                             | نامزدشده | [ ۷۴ ] [ ۷۵ ] |
| حلقه منتقدان فیلم سیاتل                   | ۵ ژانویه ۲۰۱۷   | بهترین بازیگر زن                                                    | اما استون                                                                                 | نامزدشده | [ ۷۴ ] [ ۷۵ ] |
| حلقه منتقدان فیلم سیاتل                   | ۵ ژانویه ۲۰۱۷   | بهترین فیلم‌نامه                                                     | دیمین شزل                                                                                 | نامزدشده | [ ۷۴ ] [ ۷۵ ] |
| حلقه منتقدان فیلم سیاتل                   | ۵ ژانویه ۲۰۱۷   | بهترین فیلم‌برداری                                                   | لینوس ساندگرن                                                                             | نامزدشده | [ ۷۴ ] [ ۷۵ ] |
| حلقه منتقدان فیلم سیاتل                   | ۵ ژانویه ۲۰۱۷   | بهترین تدوین                                                        | تام کراس                                                                                  | نامزدشده | [ ۷۴ ] [ ۷۵ ] |
| حلقه منتقدان فیلم سیاتل                   | ۵ ژانویه ۲۰۱۷   | بهترین موسیقی متن                                                   | جاستین هورویتز                                                                            | نامزدشده | [ ۷۴ ] [ ۷۵ ] |
| حلقه منتقدان فیلم سیاتل                   | ۵ ژانویه ۲۰۱۷   | بهترین طراحی صحنه                                                   | دیوید وسکو و سندی وسکو                                                                    | نامزدشده | [ ۷۴ ] [ ۷۵ ] |
| حلقه منتقدان فیلم سیاتل                   | ۵ ژانویه ۲۰۱۷   | بهترین طراحی لباس                                                   | ماری زوفرس                                                                                | نامزدشده | [ ۷۴ ] [ ۷۵ ] |
| انجمن فیلم‌برداران                         | ۱۱ فوریه ۲۰۱۷   | تصویربرداری سال                                                     | لینوس ساندگرن                                                                             | برنده    | [ ۷۶ ]        |
| انجمن منتقدان فیلم سنت لوئیس              | ۱۸ دسامبر ۲۰۱۶  | بهترین فیلم                                                         | لا لا لند                                                                                 | برنده    | [ ۷۷ ]        |
| انجمن منتقدان فیلم سنت لوئیس              | ۱۸ دسامبر ۲۰۱۶  | بهترین کارگردان                                                     | دیمین شزل                                                                                 | برنده    | [ ۷۷ ]        |
| انجمن منتقدان فیلم سنت لوئیس              | ۱۸ دسامبر ۲۰۱۶  | بهترین بازیگر مرد                                                   | رایان گاسلینگ                                                                             | نامزدشده | [ ۷۷ ]        |
| انجمن منتقدان فیلم سنت لوئیس              | ۱۸ دسامبر ۲۰۱۶  | بهترین بازیگر زن                                                    | اما استون                                                                                 | نامزدشده | [ ۷۷ ]        |
| انجمن منتقدان فیلم سنت لوئیس              | ۱۸ دسامبر ۲۰۱۶  | بهترین فیلم‌نامه                                                     | دیمین شزل                                                                                 | نامزدشده | [ ۷۷ ]        |
| انجمن منتقدان فیلم سنت لوئیس              | ۱۸ دسامبر ۲۰۱۶  | بهترین تدوین                                                        | تام کراس                                                                                  | دوم      | [ ۷۷ ]        |
| انجمن منتقدان فیلم سنت لوئیس              | ۱۸ دسامبر ۲۰۱۶  | بهترین فیلم‌برداری                                                   | لینوس ساندگرن                                                                             | برنده    | [ ۷۷ ]        |
| انجمن منتقدان فیلم سنت لوئیس              | ۱۸ دسامبر ۲۰۱۶  | بهترین طراحی صحنه                                                   | دیوید وسکو و سندی وسکو                                                                    | دوم      | [ ۷۷ ]        |
| انجمن منتقدان فیلم سنت لوئیس              | ۱۸ دسامبر ۲۰۱۶  | بهترین جلوه‌های ویژه                                                 | لا لا لند                                                                                 | نامزدشده | [ ۷۷ ]        |
| انجمن منتقدان فیلم سنت لوئیس              | ۱۸ دسامبر ۲۰۱۶  | بهترین موسیقی                                                       | جاستین هورویتز                                                                            | برنده    | [ ۷۷ ]        |
| انجمن منتقدان فیلم سنت لوئیس              | ۱۸ دسامبر ۲۰۱۶  | بهترین آلبوم موسیقی                                                 | لا لا لند                                                                                 | دوم      | [ ۷۷ ]        |
| انجمن منتقدان فیلم سنت لوئیس              | ۱۸ دسامبر ۲۰۱۶  | بهترین ترانه                                                        | آزمون (احمق‌هایی که رؤیایی دارند)                                                          | برنده    | [ ۷۷ ]        |
| انجمن منتقدان فیلم سنت لوئیس              | ۱۸ دسامبر ۲۰۱۶  | بهترین ترانه                                                        | "شهر ستاره‌ها"                                                                             | دوم      | [ ۷۷ ]        |
| انجمن منتقدان فیلم سنت لوئیس              | ۱۸ دسامبر ۲۰۱۶  | بهترین سکانس                                                        | "یک روز آفتابی دیگر"                                                                      | برنده    | [ ۷۷ ]        |
| انجمن منتقدان فیلم تورنتو                 | ۱۱ دسامبر ۲۰۱۶  | بهترین کارگردان                                                     | دیمین شزل                                                                                 | دوم      | [ ۷۸ ]        |
| جشنواره بین‌المللی فیلم تورنتو             | ۱۸ سپتامبر ۲۰۱۶ | جایزه انتخاب تماشاگران                                              | دیمین شزل                                                                                 | برنده    | [ ۷۹ ]        |
| حلقه منتقدان فیلم ونکوور                  | ۲۰ دسامبر ۲۰۱۶  | بهترین فیلم                                                         | لا لا لند                                                                                 | نامزدشده | [ ۸۰ ]        |
| حلقه منتقدان فیلم ونکوور                  | ۲۰ دسامبر ۲۰۱۶  | بهترین بازیگر مرد                                                   | رایان گاسلینگ                                                                             | نامزدشده | [ ۸۰ ]        |
| حلقه منتقدان فیلم ونکوور                  | ۲۰ دسامبر ۲۰۱۶  | بهترین کارگردان                                                     | دیمین شزل                                                                                 | نامزدشده | [ ۸۰ ]        |
| جشنواره فیلم ونیز                         | ۱۰ سپتامبر ۲۰۱۶ | شیر طلایی                                                           | دیمین شزل                                                                                 | نامزدشده | [ ۸۱ ]        |
| جشنواره فیلم ونیز                         | ۱۰ سپتامبر ۲۰۱۶ | جایزه گرین‌دراپ                                                      | دیمین شزل                                                                                 | نامزدشده | [ ۸۱ ]        |
| جشنواره فیلم ونیز                         | ۱۰ سپتامبر ۲۰۱۶ | جام ولپی بهترین بازیگر زن                                           | اما استون                                                                                 | برنده    | [ ۸۱ ]        |
| جوایز فیلم ویلج ویس                       | ۲۱ دسامبر ۲۰۱۶  | Movie Everyone Is Wrong About                                       | لا لا لند                                                                                 | برنده    | [ ۸۲ ]        |
| جوایز فیلم ویلج ویس                       | ۲۱ دسامبر ۲۰۱۶  | بهترین کارگردان                                                     | دیمین شزل                                                                                 | سوم      | [ ۸۲ ]        |
| جوایز فیلم ویلج ویس                       | ۲۱ دسامبر ۲۰۱۶  | بهترین فیلم                                                         | لا لا لند                                                                                 | ششم      | [ ۸۲ ]        |
| جوایز فیلم ویلج ویس                       | ۲۱ دسامبر ۲۰۱۶  | بهترین بازیگر زن                                                    | اما استون                                                                                 | نهم      | [ ۸۲ ]        |
| انجمن منتقدان فیلم منطقه واشینگتن، دی.سی. | ۵ دسامبر ۲۰۱۶   | بهترین فیلم                                                         | لا لا لند                                                                                 | برنده    | [ ۸۳ ]        |
| انجمن منتقدان فیلم منطقه واشینگتن، دی.سی. | ۵ دسامبر ۲۰۱۶   | بهترین کارگردان                                                     | دیمین شزل                                                                                 | برنده    | [ ۸۳ ]        |
| انجمن منتقدان فیلم منطقه واشینگتن، دی.سی. | ۵ دسامبر ۲۰۱۶   | بهترین بازیگر مرد                                                   | رایان گاسلینگ                                                                             | نامزدشده | [ ۸۳ ]        |
| انجمن منتقدان فیلم منطقه واشینگتن، دی.سی. | ۵ دسامبر ۲۰۱۶   | بهترین بازیگر زن                                                    | اما استون                                                                                 | نامزدشده | [ ۸۳ ]        |
| انجمن منتقدان فیلم منطقه واشینگتن، دی.سی. | ۵ دسامبر ۲۰۱۶   | بهترین فیلم‌نامه                                                     | دیمین شزل                                                                                 | برنده    | [ ۸۳ ]        |
| انجمن منتقدان فیلم منطقه واشینگتن، دی.سی. | ۵ دسامبر ۲۰۱۶   | بهترین طراحی صحنه                                                   | دیوید وسکو و سندی وسکو                                                                    | برنده    | [ ۸۳ ]        |
| انجمن منتقدان فیلم منطقه واشینگتن، دی.سی. | ۵ دسامبر ۲۰۱۶   | بهترین فیلم‌برداری                                                   | لینوس ساندگرن                                                                             | برنده    | [ ۸۳ ]        |
| انجمن منتقدان فیلم منطقه واشینگتن، دی.سی. | ۵ دسامبر ۲۰۱۶   | بهترین تدوین                                                        | تام کراس                                                                                  | برنده    | [ ۸۳ ]        |
| انجمن منتقدان فیلم منطقه واشینگتن، دی.سی. | ۵ دسامبر ۲۰۱۶   | بهترین موسیقی متن                                                   | جاستین هورویتز                                                                            | برنده    | [ ۸۳ ]        |
| جشنواره فیلم ویسلر                        | ۴ دسامبر ۲۰۱۶   | جایزه ویژه تماشاگران                                                | لا لا لند                                                                                 | برنده    | [ ۸۴ ]        |
| جوایز انجمن نویسندگان آمریکا              | ۱۹ فوریه ۲۰۱۷   | بهترین فیلم‌نامه                                                     | دیمین شزل                                                                                 | نامزدشده | [ ۸۵ ]        |